# Ercheia anvira
Ercheia anvira är en fjärilsart som beskrevs av Swinhoe 1918. Ercheia anvira ingår i släktet Ercheia och familjen nattflyn. Inga underarter finns listade i Catalogue of Life.